# ريلي كيو
ريلي كيو (بالإنجليزية: Riley Keough)‏ مواليد 29 مايو 1989 في سانتا مونيكا، الولايات المتحدة، هي ممثلة أمريكية بدأت مسيرتها الفنية عام 2010. هي ابنة المغنية وكاتبة الاغاني ليزا ماري بريسلي، وحفيدة إلفيس بريسلي.

## الأعمال
- 2015: ماكس المجنون: طريق الغضب

## وصلات خارجية
- ريلي كيو على موقع IMDb (الإنجليزية)
- ريلي كيو على موقع ميتاكريتيك (الإنجليزية)
- ريلي كيو على موقع روتن توميتوز (الإنجليزية)
- ريلي كيو على موقع قاعدة بيانات الأفلام العربية
- ريلي كيو على موقع ألو سيني (الفرنسية)
- ريلي كيو على موقع ميوزك برينز (الإنجليزية)
- ريلي كيو على موقع أول موفي (الإنجليزية)
- ريلي كيو على موقع قاعدة بيانات الأفلام السويدية (السويدية)
- ريلي كيو على موقع ديسكوغز (الإنجليزية)
- ريلي كيو على موقع قاعدة بيانات الفيلم (الإنجليزية)